# Estación Olascoaga
Olascoaga es la estación ferroviaria de la localidad homónima, Partido de Bragado, provincia de Buenos Aires, Argentina.
La estación corresponde al Ferrocarril Domingo Faustino Sarmiento de la red ferroviaria argentina y se encuentra ubicada a 227,2 km al sudoeste de la estación Once.

## Servicios
Desde agosto de 2015 no se prestan servicios de pasajeros.
Sus vías están concesionadas a la empresa de cargas Ferroexpreso Pampeano.